# أوسكار هرنانديز (لاعب كرة قاعدة)
أوسكار هرنانديز (بالإسبانية: Oscar Hernández)‏ هو لاعب كرة قاعدة فنزويلي، ولد في 9 يوليو 1993 في بونتو فيخو ‏ في فنزويلا.

## وصلات خارجية
- أوسكار هرنانديز على موقع دوري كرة القاعدة الرئيسي (الإنجليزية)
- أوسكار هرنانديز على موقعبيزبول رفرنس.كوم (الدوري الرئيسي) (الإنجليزية)
- أوسكار هرنانديز على موقعبيزبول رفرنس.كوم (الدوري الثانوي) (الإنجليزية)
- أوسكار هرنانديز على موقع إي إس بي إن.كوم (أم.أل.بي) (الإنجليزية)
- أوسكار هرنانديز على موقع مشجعي الرسوم البيانية (الإنجليزية)